# 萼塔浙塔
萼塔浙塔，比提尼亞王國國王尼科美德一世的第二任王后，尼科美德一世逝世後擔任其子的攝政。統治期間約在前255年－約前254年。
萼塔浙塔是個富有野心的女性，她成功勸誘尼科美德一世不傳位給前妻所生的兒子，並由萼塔浙塔自己所生的兒子繼承王位。尼科美德一世考慮她的兒子還太小，於是請求埃及托勒密二世和馬其頓安提柯二世和城邦赫拉克利亞·潘提卡、拜占庭、基厄斯（Cius）等擔任幼子的王國監護。
在前255年左右，尼科美德一世逝世，萼塔浙塔擔任幼子的王國攝政。然而尼科美德一世前妻所生的兒子基阿埃拉斯拒絕接受父親的王位繼承命令，並發動內戰奪取王位，雖然萼塔浙塔試圖抵抗，自己還與前任國王的弟弟結婚來鞏固地位，但最終萼塔浙塔還是被擊敗。在前254年，萼塔浙塔帶著其子流亡到馬其頓王國。

## 來源
- 赫拉克利亞的門農, History of Heracleia （页面存档备份，存于）

| 統治者頭銜          | 統治者頭銜                         | 統治者頭銜        |
| ------------------- | ---------------------------------- | ----------------- |
| 前任： 尼科美德一世 | 比提尼亞王國攝政 前255年 – 前254年 | 繼任： 基阿埃拉斯 |